# پوما سولو
پوما سولو (به اسپانیایی: Puma Sulu) یک کوه در پرو است که در منطقه موکگوا واقع شده‌است. پوما سولو ۵٬۰۱۵ متر بالاتر از سطح دریا واقع شده‌است.